# Oenococcus oeni
Oenococcus oeni (лат.) — грамположительная гетероферментативная молочнокислая кокковидная бактерия рода Oenococcus. Принимает участие в созревании вин, сбраживая яблочную и лимонную кислоту и образует диацетил и другие летучие ароматические вещества, понижая тем самым кислотность вина и придавая вину приятный аромат (см. яблочно-молочная ферментация). Раньше входила в род Leuconostoc под названием Leuconostoc oenos, в 1995 году было предложено перенести Leuconostoc oenos во вновь созданный род Oenococcus Dicks et al. 1995.

## Биологические свойства
Oenococcus oeni представляет собой грамположительную кокковидную бактерию, образующую цепочки. Энергию получает в результате гетероферментативного молочнокислого брожения, продуктами которого являются молочная кислота, уксусная кислота и диоксид углерода. Способна сбраживать различные углеводы (сахарозу, фруктозу, глюкозу), пируват, а также яблочную и лимонную кислоту. Образует протеазы, остающиеся активными в присутствии сернистого газа и этанола. O. oeni способен выживать при концентрации этанола до 10 % в питательной среде.

## Геном
В 1998 году было проведено генетическое картирование генома O. oeni штамма PSU-1 и построена физическая карта хромосомы размером 1,857 Мп.н.. В 2006 г. было закончено определение полной нуклеотидной последовательности ДНК генома O. oeni штамма PSU-1. Геном представлен кольцевой двуцепочечной молекулой ДНК размером 1780517 п.н. и содержит 1864 гена, из которых 1691 кодируют белки, процент % Г+Ц пар составляет 37 %. Также в геноме содержится несколько плазмид. Плазмида pOM1 представлена кольцевой двуцепочечной молекулой ДНК размером 3926 п.н. и содержит три гена, из которых три гена кодируют белки. Плазмиды pRS2 и pRS3 также несут по три гена, кодирующих белки и являются кольцевыми молекулами ДНК размером 2544 и 3948 п.н. соответственно.

## Значение
O. oeni принимает важное значение в процессе дозревания вина после окончания спиртового брожения. O. oeni ответственен за процессы яблочнокислого-молочнокислого брожения. В процессе жизнедеятельности O. oeni утилизирует яблочную и молочную кислоты, тем самым понижая кислотность вина, а также производит диацетил, имеющий приятный аромат, тем самым улучшая аромат вина. Важной особенностью O. oeni является относительная устойчивость к таким стрессовым факторам, как диоксид серы и ионы меди, часто присутствующие в вине.